# Cocal de Telha
Cocal de Telha é um município brasileiro do estado do Piauí. Localiza-se a uma latitude 4°33'32" sul e a uma longitude 41°58'20" oeste, estando a uma altitude de 140 metros. Sua população estimada em 2004 era de 4 192 habitantes.
Possui uma área de 315,28 km². O que corresponde a uma densidade populacional de 13,3 hab./km².

## História

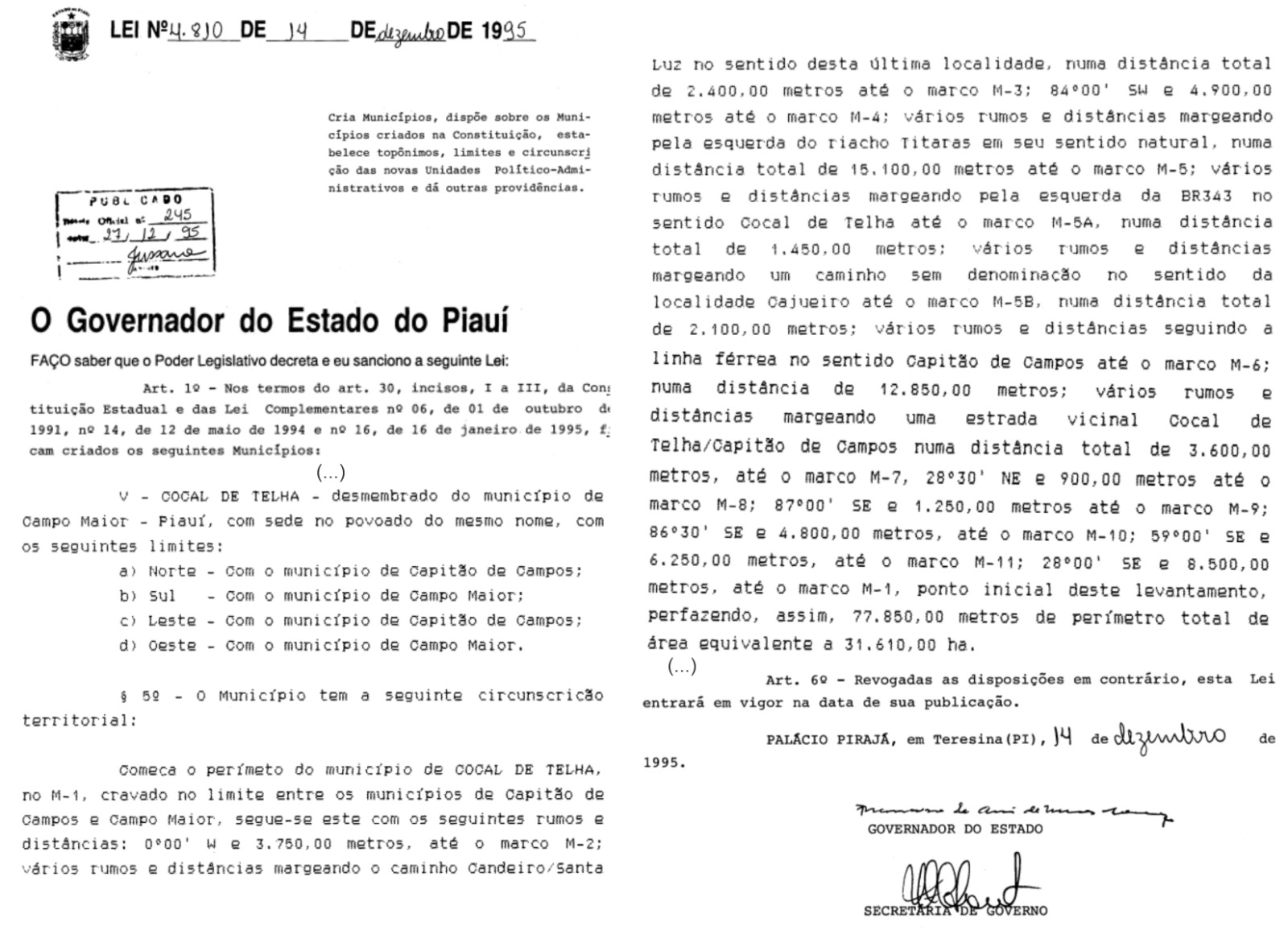
Lei estadual de emancipação de Cocal de Telha.

Cocal de Telha foi emancipada pela lei estadual 4810, de 14 de dezembro de 1994, e o primeiro prefeito foi Raimundo Nonato da Silva, mais conhecido como Raimundo Anísio.
Segundo relatos de história oral, a cidade recebeu esse nome por conta que na época da construção da Estrada de Ferro Central do Piauí, casas que até então eram cobertas apenas de palhas de palmeiras, e carnaubeiras foram cobertas com telhas. Por ser uma região de imensos cocais, ficou conhecida como Cocal de Telha.
Cocal de Telha tem algumas atrações culturais, nas quais pessoas de toda a região dos carnaubais vem prestigiar e participar, como por exemplo, o Festival Junino, Festejos de São José Operário padroeiro da cidade, Dia do Evangélico, Feira do Bode Rei, festa do caju (povoado Lagoa Alegre) e Festival de Danças.

## Política
Esta é a lista de prefeitos e vice-prefeitos do município de Cocal de Telha, estado brasileiro do Piauí.
| Nº | Nome                 | Partido                   | Vice-prefeito         | Início do mandato     | Fim do mandato         | Observações                                           |
| 1  | Raimundo Anísio      | Partido não identificado  | Rosimeire Cavalcante  | 1° de janeiro de 1997 | 31 de dezembro de 2000 | Prefeito e vice eleitos em sufrágio universal         |
| 1  | Raimundo Anísio      | Partido não indeterminado | José Erasmo da Silva  | 1° de janeiro de 2001 | 31 de dezembro de 2004 | Prefeito reeleito e vice eleito em sufrágio universal |
| 2  | José Erasmo da Silva | PPS                       | Edilson               | 1º de janeiro de 2005 | 31 de dezembro de 2008 | Prefeito e vice eleitos em sufrágio universal         |
| 2  | Zé Salú              | PSB                       | Edilson               | 1º de janeiro de 2009 | 31 de dezembro de 2012 | Prefeito reeleito e vice eleito em sufrágio universal |
| 3  | Ana Célia            | PP                        | Manoel Candeia (PP)   | 1º de janeiro de 2013 | 31 de dezembro de 2016 | Prefeita e vice eleitos em sufrágio universal         |
| 3  | Ana Célia            | PP                        | Kilson Oliveira (PP)  | 1º de janeiro de 2017 | 31 de dezembro de 2021 | Prefeita reeleita vice eleito em sufrágio universal   |
| 4  | Karyne do Rodrigão   | PSD                       | Andrade Pereira (MDB) | 1° de Janeiro de 2021 | Atual                  | Prefeita e vice eleitos em sufrágio universal         |

## Cultura

### Biblioteca Municipal

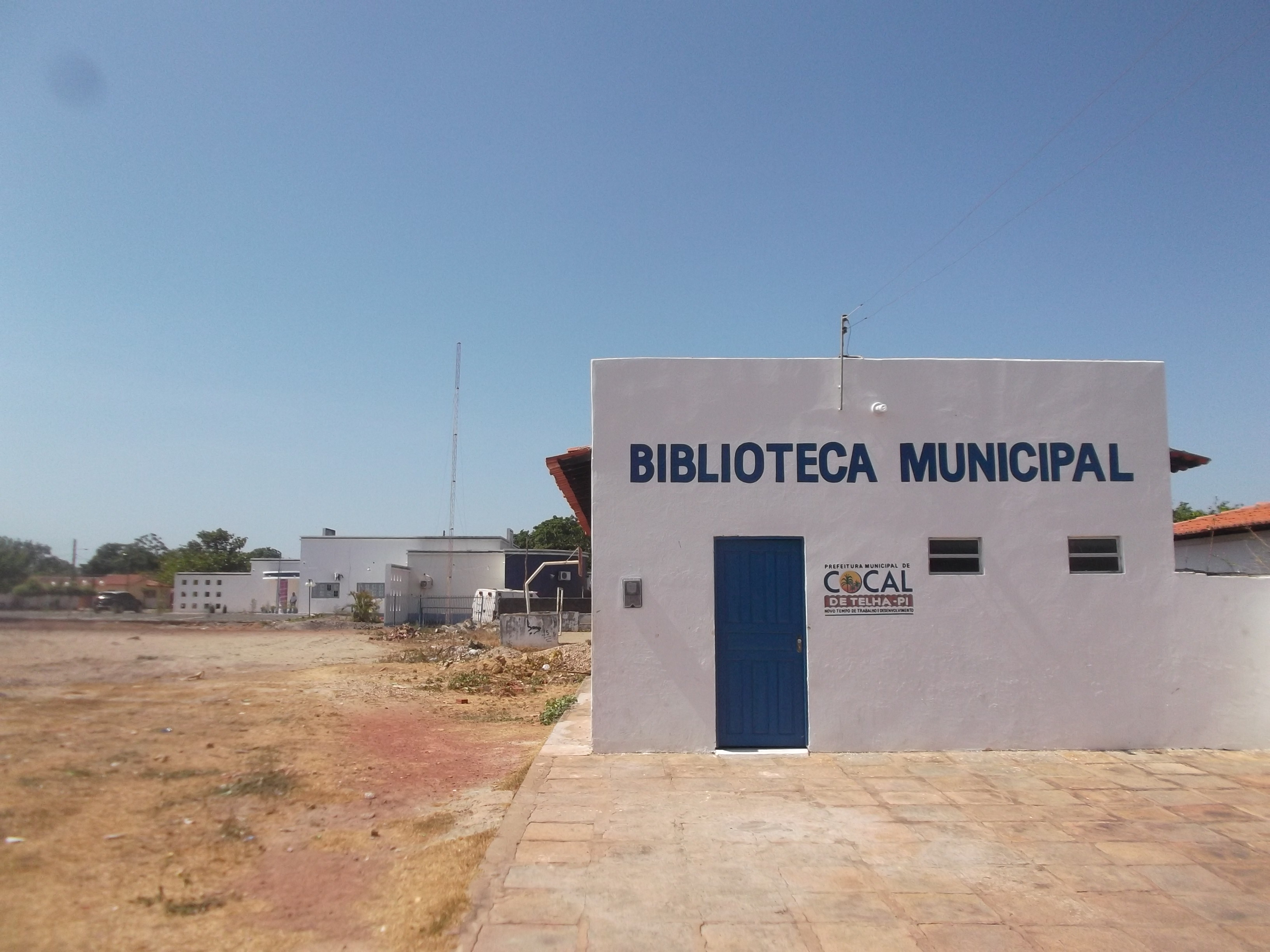
Biblioteca Municipal de Cocal de Telha

O município tem a Biblioteca Pública Municipal de Cocal de Telha e conforme a lista do Sistema Nacional de Bibliotecas Públicas fica situada na rua Job de Macêdo, 2344, Centro.

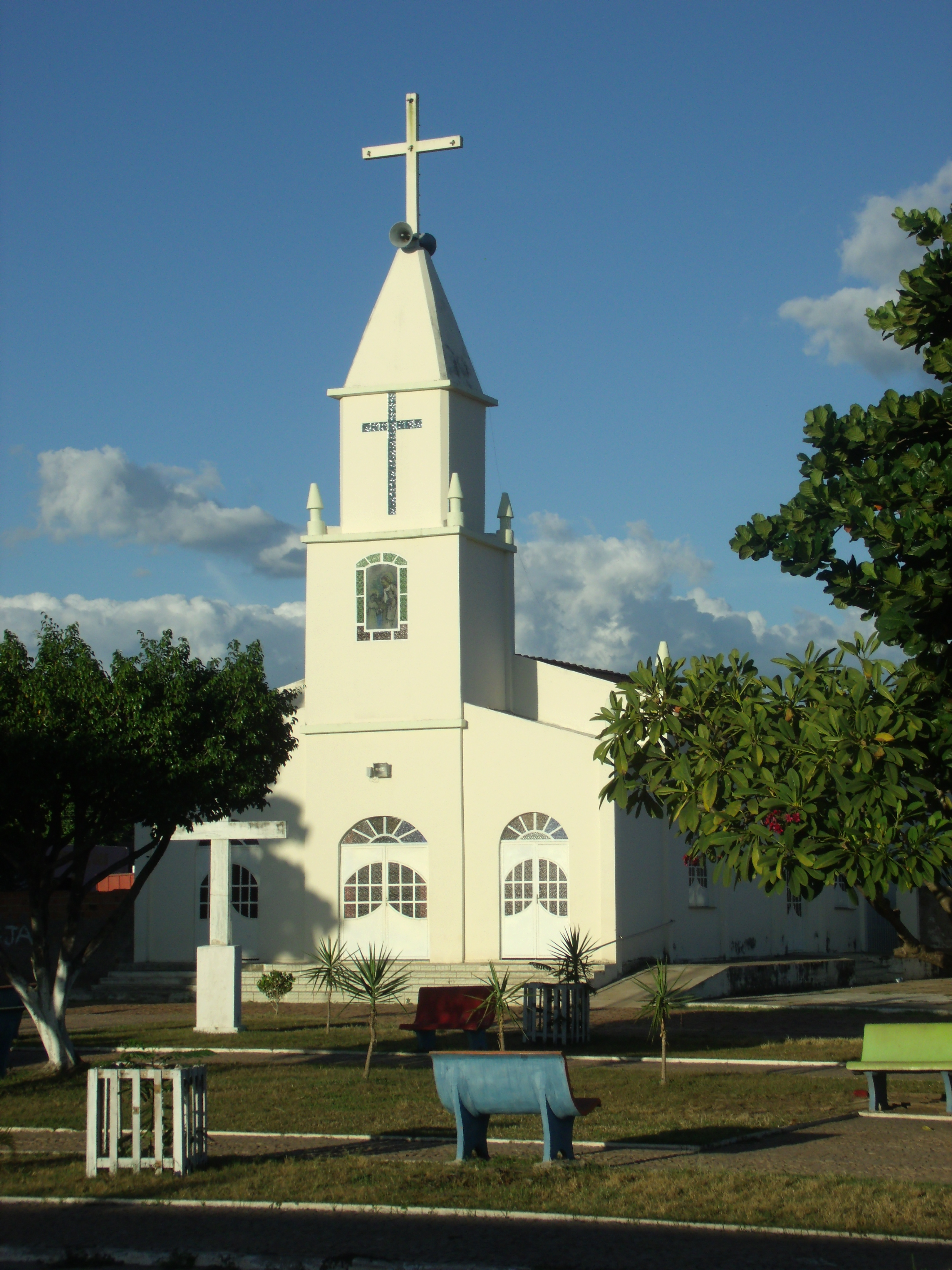
Igreja matriz de Cocal de Telha, jurisdição da Diocese de Campo Maior